# Гордиенко, Яков Яковлевич
Яков Яковлевич Гордие́нко (Яша Гордиенко; 16 апреля 1925 — 30 июля 1942) — юный партизан-разведчик. Руководитель группы в партизанском отряде Молодцова-Бадаева в Одессе.

## Биография
Родился в семье моряка, матроса броненосца «Синоп». На начало войны Яков окончил 9 классов, затем год учился в Военно-морской школе (г. Одесса). Был комсомольцем. С августа 1941 года находился
в отряде Молодцова-Бадаева, который формировался для проведения диверсий в тылу оккупантов.
Сначала был связным «летучего отряда» базировавшегося в Одессе, затем стал его руководителем.
Проявил себя с исключительной стороны, как отважный и находчивый партизан. Благодаря Яше и его группе добывались ценные сведения как для Одесского подполья, так и для Ставки. Неоднократно участвовал в боевых операциях против немецко-румынских оккупационных сил.
Был схвачен в результате предательства Антона Брониславовича Федоровича (под псевдонимом Пётр Бойко). Проявил мужество в тюрьме сигуранцы и, несмотря на пытки, никого из отряда не выдал, вследствие чего был расстрелян 30 июля 1942 года на Стрельбищном поле — в те годы окраине Одессы.
В ночь после расстрела туда пробрались мать Якова Матрёна Демидовна и его тринадцатилетняя сестра Нина. Среди изрешечённых тел, они нашли тело Якова, унесли его и похоронили.
Когда в Одессу вошли части Красной Армии, Нина сообщила о смерти Якова и его товарищей, передала командованию письма Якова, которые удалось сохранить, и указала могилу брата.
В 1964 году, после нескольких перезахоронений, останки партизана Якова Гордиенко были погребены на Аллее Славы, рядом с кенотафом его командира В. А. Молодцова-Бадаева.

## Награды
- Яков Гордиенко награждён посмертно орденом Отечественной войны I степени[уточнить], медалями «Партизану Отечественной войны» I степени и «За оборону Одессы».

## Память

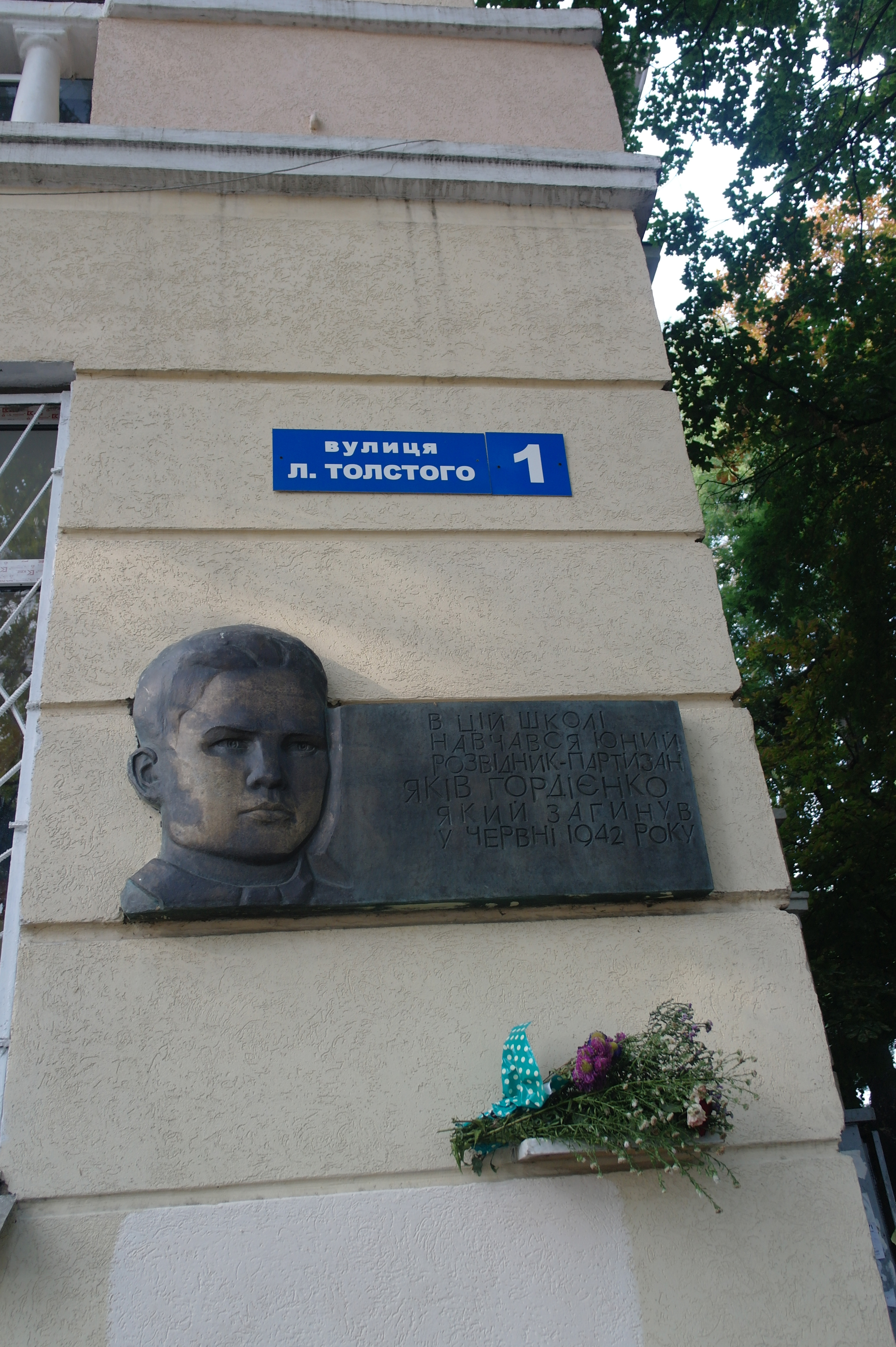
мемориальная доска партизану-герою Якову Гордиенко

- Именем Яши Гордиенко названа одна из улиц Одессы, а также школа, Одесский областной дворец пионеров и прогулочный катер Черноморского пароходства (1964, Ильичёвский СРЗ).
- На фасаде одесской школы, где учился Яша (ныне — школа № 121), установлена мемориальная доска[1].
- В 1964 году останки Якова Гордиенко были перезахоронены на Аллее Славы парка Шевченко[1].

## Фильм
- «Мальчишку звали Капитаном», Одесская киностудия, 1973 г.